# سیارک ۱۴۶۶۴
سیارک ۱۴۶۶۴ (به انگلیسی: 14664 Vandervelden، نامگذاری:1999BY25) چهارده هزار و ششصد و شصت و چهارمین سیارک کشف شده‌است که در ۲۵ ژانویه ۱۹۹۹ کشف شد.
قدر مطلق سیارک برابر ۴۰.۷ است.